# Croix de Saint-Gonnery
La croix de Saint-Gonnery est située  au croisement de la « rue des Deux-Ponts » et de la « rue du Calvaire », à  Saint-Gonnery dans le Morbihan.

## Historique
La croix de Saint-Gonnery fait l’objet d’une inscription au titre des monuments historiques depuis le 29 mars 1935.

## Architecture
La croix de Saint-Gonnery est édifiée en granit. Au pied de la croix surmontée d'une accolade trilobée, se tiennent des statues de saint Jean et de Marie.